# Не вплутуйся (Пікар)
Не вплутуйся (Відключитися; Disengage) — друга серія третього сезону американського телевізійного серіалу «Зоряний шлях: Пікар». Сценарій епізоду написали Сін Третта, Крістофер Монфетт Маталас, режисував Даг Аарнікоскі. Перший показ відбувся 23 лютого 2023 року.

## Зміст
Два тижні тому Джек Крашер летить на «Eleos»-XII у спірну ділянку космосу, і йому протистоять рейнджери Фенріс. Хоча він порушує різні закони, проте стверджує, що виконує місію гуманітарної допомоги, аби допомогти полегшити галарську лихоманку на планеті Іліос-12. Він також підкуповує рейнджерів партією зброї. Коли вони йдуть, рейнджер повідомляє по рації: «Зверніться до Міченої жінки. Ми знайшли його». Пікар зупиняє великий корабель «Шрайк» від транспортування Джека з «Елеоса». Але потім сам захоплює «Елеос» за допомогою притягуючого променя. Сьома переконує Шоу втрутитися, і Беверлі транспортують до медичного відділення «Титана», а Пікара, Райкера та Джека доставляють на місток.
В нинішньому часі Пікар, Райкер і Джек Крашер досліджують свої варіанти на борту підбитого «Елеоса». У той час як Райкер намагається знайти технолепетуна, Пікар встановлює транспортні гальмівники — ледь не дозволяючи гігантському кораблю відвезти Джека, і підтверджуючи Жану-Люку, що вони переслідують саме юнака. Тим часом Джек хоче доставити пристрій Беверлі до шатла Пікара — але гігантський корабель підриває шатл, кидаючи його корабель їх на борт. На «Титані-А» датчики вловлюють вогонь зі зброї. Капітан Шоу не зацікавлений у залученні свого корабля — «Титан» — це крихкий спідстер, створений для науки та досліджень. Але Сьома твердо погодилася з ним щодо того, чи хоче він, щоб його пам'ятали як людину, яка врятувала двох знаменитих живих легенд. Або чоловіка, який стояв поруч і дозволив їм померти. Після невеликої суперечки з транспортними інгібіторами всіх чотирьох пасажирів корабля евакуювали транспортером, а доктора Крашер транспортували прямо до лікарні.
Капітан «Сорокопуда», мисливиця за головами Вадік, розповідає, що Джек — міжгалактичний злочинець, за голову якого призначена велика винагорода. Шоу заарештовує Джека і має намір видати його, щоб врятувати команду, незважаючи на протести Пікара та Райкера. Джек тікає з-під варти і намагається перенестися на «Шрайк» — щоб врятувати свою матір, але Райкер допомагає Беверлі піднятися на місток.
Раффі консультується з розвідкою Зоряного флоту, засмучена тим, що вона не змогла нікого врятувати. Вона просить дозволу свого керівника, щоб зайти глибше. Але її інформатор (знову через текстове повідомлення) стверджує, що вони ідентифікували винуватця, ромуланського екстреміста на ім'я Т'Луко, який придбав технологію порталу у ференгійського кримінального авторитета на ім'я Снід. "Повторюю: Командування Зоряного флоту припинило розслідування. Керівник Раффі наказує їй припинити розслідування нападу, але вона зустрічається з ференгійським злочинцем Снідом у надії знайти винних. Після того, як Раффі відмовили в особистій зустрічі зі своїм керівником, вона вирішує залишитися сама. Однак для цього їй потрібно зв'язатися зі Снідом. А для цього їй потрібно поговорити зі своїм колишнім чоловіком Дже Хвангом. Дже сподівався, що вона хотіла, щоб він (Джей) зв'язався з їхнім сином Габріелем, і розчаровується, коли її більше цікавлять її теорії.
Гігантський корабель вітає капітана Шоу, а його капітан представляється як Вадік. Вона стверджує, що є мисливицею за головами, а Джек Крашер — розшукуваний злочинець. Вона дає Шоу годину на прийняття рішення, а потім опускає щити свого корабля на знак доброї волі. Сканування «Титана» показує, що корабель озброєний «по брови»; вони ніяк не зможуть пробитися, а також корабель не призначений лише для полювання за головами. Вадік доводить свою точку зору, використовуючи притягуючого променя, щоб кинути «Елеос» на «Титана» корпусом, що призвело до зіткнення, яке щити ледь впоралися. Побіжний пошук у базі даних показує, що Джек справді є міжгалактичним утікачем, і Шоу тримає його в полі зору, а Пікар марно намагається змусити Джека розкрити, в чому полягає суть справи.
Раффі зустрічається зі Снідом. Вона стверджує, що хоче знати — від імені свого боса Т'Луко — хто поширює чутки про те, що Т'Луко використовував портал флеботінум. Снід підозрює, що вона є розвідницкю Зоряного Флоту, можливо, навіть «Секції 31», і вимагає від неї довести, щоб вона прийняла галюциноген. Незважаючи на це, Музікер вдається дотриуватися лінії своєї історії. Однак Снід це вже передбачив: він точно знає, що на Т'Луко більше ніхто не працює, і доводить це головою ромуланця. Потім він наказує своїм підлеглим убити Раффі. Музікер, звісно, повністю сп'яніла від наркотику. Але хтось прийшов на момент, відбиваючись від нападників холодною зброєю, а потім убиваючи й Сніда. Рятівник допомагає Раффі піднятися і починає виводити її з лігва. Це Ворф, син Мога.
Джеку Крашеру вдається вимкнути силове поле над його камерою і починається божевільний ривок через корабель. Сьома знаходить його в транспортній кімнаті, він тримаює на відстані енсіна та вимагаючи розблокувати транспортери. Пікар інтерпретує це як героїчну жертву Джека заради потреб багатьох, а Шоу люб'язно наказує розблокувати транспортер. Однак саме в цей момент Райкер повертається на міст разом із Беверлі Крашер, яка вилікувалася, але все ще одужувала. Її безмовного стриманого погляду достатньо, і адмірал Пікар раптом скасовує наказ Шоу, наполягаючи на тому, що Джек залишиться тут: «Тому що він мій син». Жан-Люк розуміє, що Джек — його син від короткого стосунку з Беверлі два десятиліття тому. Знаючи, що Пікар не віддасть свого сина, Шоу наказує «Титану» торпеди в переслідувач і зайти в сусідню туманність. Вадік з божевільним сміхом наказує «Терняку» переслідувати.
Хай спершу знайдуть нас

## Створення
Музичну тему до серіалу написав Джефф Руссо

## Сприйняття та відгуки
На сайті «Rotten Tomatoes» епізод отримав 100 % підтримки на основі відгуків 6 критиків.
В огляді «StarTrek.com» зазначалося: «Коли правда нарешті з'явилася, Шоу наказує повною потужністю перекинути щити та наказує Ла Форж підготуватися до втечі. Шоу стверджує, що все, що станеться далі, залежить від Пікара. Виводячи Вадік на екран, Пікар передає його відповідь — „Займайтеся!“ — коли корабель ракетою пролітає повз „Шрайк“, випускаючи серію задніх торпед у бік супротивника. Цей крок викликає захоплення у Вадік, оскільки вона наказує своїй команді слідувати за ним. Якщо вона шукає бійки, їй доведеться спочатку їх знайти.»
В огляді «Den of Geek» серію оцінено у 3 зірки з 5 та зазначено: "«Незважаючи на те, що „Зоряний шлях: Пікар“, здається, нарешті зрозумів, що люди завжди хотіли від цього серіалу зрілої версії „Зоряного шляху: Наступне покоління“, яка боролася зі зрілістю, спадщиною та тим, як навіть найближчі стосунки можуть змінитися. Протягом усього життя серіал продовжує страждати від проблем із темпом у другому епізоді. „Disengage“ — це година, яка не тільки займає цілу вічність, щоб розкрити сюжетний поворот, про який ми всі майже здогадувалися минулого тижня, але й сповнена свого роду трудомісткого сервірування столу, на яке не особливо весело дивитися. Важко уявити, що епізод, який включає довгоочікуване повернення випускника „Наступного покоління“ Майкла Дорна, містить коротку, але надзвичайно емоційну (і абсолютно невербальну) зустріч Жан-Люка Пікара та Беверлі Крашер, і показує, що двоє мали таємне кохання дитини, про яке Пікар ніколи не знав, може бути нудним, але це правда. Частково проблема полягає в тому, що Джек Крашер Еда Спелірса поки що не є особливо переконливим персонажем, і думка про те, що за ним женеться могутній ворог, оскільки він просто чарівний шахрай-контрабандист. Який любить свою маму, також не є такою. Хоча слід припустити, що в його історії є щось більше, ніж ми знаємо наразі, також є всі ознаки того, що цей серіал збирається приємно розгадати, що б це не було.»
«Tor.com»: «У третьому сезоні „Discovery“ Джанет Кіддер зіграла антагоністичний персонаж Осраа, лідера злочинної організації, відомої як „Смарагдовий ланцюг“. З'явившись у „Притулку“, вона була не таким вже й поганим хлопцем, просто такою собі. Лише після того, як її об'єднали з адміралом Одеда Фера Венсом для переговорів щодо альянсу між Федерацією та Ланцюгом у „There is a Tide…“, персонаж нарешті запрацював і ожив. Дивлячись цього тижня „Пікара“, у мене були спогади Осраа в „Є приплив…“ під час перегляду персонажа капітана Ліама Шоу Тодда Стешвіка, що є однією з кількох речей, які мені дуже сподобалися в цьому чудовому другому епізоді третього сезону.»
«TV Tropes» здійснює детальний розбір аналогій, неспівпадінь та недоречностей епізоду.
Лорі Ольстер з «TrekMovie.com» зазначено: «Третій сезон „Пікара“ продовжує виконувати те, що було обіцяно: кінематографічну історію „Зоряного шляху“, пов'язану з нашими улюбленими героями „Наступного покоління“. З невеликим занепокоєнням щодо потенційного затягування в середині сезону, очікування щодо того, що буде далі, залишається високим, оскільки є більше персонажів, яких можна представити, і сюжетних ходів. Не можу дочекатися.»
На сайті «IMDb» станом на січень 2023 року епізод отримав 8.2 з 10 зірок схвалення при 4877 голосах.

## Знімались
| Актор             | Роль            |
| ----------------- | --------------- |
| Патрік Стюарт     | Жан-Люк Пікар   |
| Джері Раян        | Сьома-з-Дев'яти |
| Мішель Герд       | Раффі Музікер   |
| Ед Спелірс        | Джек Крашер     |
| Майкл Дорн        | Ворф            |
| Джонатан Фрейкс   | Вілл Райкер     |
| Гейтс Макфадден   | Беверлі Крашер  |
| Тодд Стешвік      | Ліам Шоу        |
| Аманда Пламмер    | Вадіч           |
| Аарон Стенфорд    | Снід            |
| Ешлі Шарп Честнат | Сідні Ла Форж   |
| Ренді Дж. Гудвін  | Дже Хван        |
| Роберт Морган     | рейнджер Фенріс |
| Стефані Чайковскі | Т'Він           |
| Джозеф Лі         | Мура            |
| Чад Ліндберг      | Фостер          |
| Джин Малей        | Есмар           |
| Тіффані Шеліс     | Ок              |